# Планарный фотонный кристалл
Планарный фотонный кристалл (ПФК), или плёночный фотонный кристалл, (англ. slab photonic crystal) — двумерный фотонный кристалл на основе планарного оптического волновода, структура которого характеризуется периодическим изменением показателя преломления в двух направлениях в плоскости волновода.

## Описание
Как правило, планарные фотонные кристаллы (ФК) представляют собой расположенную на подложке прозрачную плёнку из полупроводника или диэлектрика с сеткой периодически расположенных отверстий, заполненных воздухом. В планарных ФК плёнка выполняет роль планарного волновода, ограничивая световые волны в перпендикулярном плоскости плёнки направлении. При помощи двумерной структуры можно управлять распространением световых волн в плоскости плёнки, что существенно расширяет возможности традиционной интегральной оптики. В частности, в планарных ФК с фотонными запрещёнными зонами можно создавать оптические волноводы, резонаторы, поляризаторы, спектральные фильтры и мультиплексоры, лазеры, оптические усилители, преобразователи длины волны, оптические процессоры и другие оптические устройства.
Планарные ФК являются новым и существенным шагом в развитии технологий создания фотонных интегральных схем, поскольку они позволяют реализовать большое число оптических устройств на одном кристалле. Существенно расширяются функциональные возможности планарных ФК при использовании фотонно-кристаллических гетероструктур (ФКГ), которые позволяют создавать канальные волноводы, высокодобротные резонаторы, селекторы, мультиплексоры, поляризаторы и другие устройства. Важно отметить, что периодические структуры в плоскости плёнки не только позволяют каналировать или локализовать световое излучение, но также обеспечивают эффективное управление дисперсионными, нелинейными, электрооптическим и акустооптическими свойствами волноводов.
При производстве планарных ФК используются модификации технологий, применяемых при изготовлении фотонных интегральных схем, что облегчает объединение 2D ФК устройств с элементами фотонных интегральных схем (ФИС) и волоконной оптики.